# Il conte Tacchia
Il conte Tacchia è un film commedia italiano del 1982 diretto da Sergio Corbucci. È liberamente ispirato alla vita di Adriano Bennicelli, soprannominato appunto "conte Tacchia".

## Trama
Roma, 1910. Figlio di un falegname, Francesco "Checco" Puricelli, detto "conte Tacchia", sogna da sempre di far parte dell'aristocrazia, incarnata nel principe Terenzi; deve però fare i conti con la dura realtà di una nobiltà romana ormai rozza e decadente.
La vicenda si articola tra l'amore per la popolana Fernanda e l'infatuazione per la duchessina Elisa, in una sequela di situazioni grottesche, alle quali il conte Tacchia sfugge beffardamente, non ultimo il duello con un nobile francese, per il quale scomoda addirittura il Re d'Italia, che lo eleva al rango di nobile per fargli prendere parte alla disfida e difendere i colori italiani. Morto il principe Terenzi, Puricelli ne eredita le proprietà, il titolo e i debiti. In ogni caso la nobiltà romana non lo accetta e non gli perdona comunque le umili origini plebee.
Scampato ad un matrimonio d'interesse con la duchessina Elisa, si arruola nell'esercito come ufficiale e partecipa alla guerra contro la Turchia, dove vedrà la pochezza e la codardia di molti suoi superiori, che avevano ottenuto l'incarico solo in virtù delle loro amicizie. Riesce a scampare alla morte grazie al fortunoso incontro con un soldato turco, che aveva difeso anni prima quando quest'ultimo lavorava in un circo in Italia.
Creduto morto da tutti, Checco ne approfitta per tornare a Roma in incognito, spacciandosi per un commerciante ambulante turco: ritornato a casa vedrà su una targa a lui dedicata di essere stato decorato alla memoria, ma gli resterà solo il tempo di prelevare Fernanda, suo vero amore, e di ricominciare una nuova vita con lei in America.

## Produzione

### Soggetto
Il film è liberamente ispirato alla vita di Adriano Bennicelli, nobile romano vissuto tra il 1860 e il 1925. La famiglia Bennicelli si era arricchita con il commercio del legno, meritandosi così il soprannome di "Tacchia", che in romanesco significa zeppa, soprannome che lo stesso Bennicelli disprezzava, accettandolo soltanto in età adulta, data la popolarità. Personaggio celebre nella Roma umbertina, Adriano Bennicelli nel 1910 si candidò come deputato, ottenendo però solamente 83 voti su 2694 votanti.

### Cast
Christian De Sica rifiutò di partecipare al film - rinunciando al compenso di 12 milioni di lire - preferendo invece girare Sapore di mare, ritenendolo più adatto a lui, comunque consapevole che avrebbe guadagnato molto meno (600.000 lire).
Nella scena finale lo stornellatore è Alvaro Amici, che interpreta il Sor Capanna.

### Luoghi delle riprese
Il vero palazzo del Conte Bennicelli, attuale proprietà degli eredi, è il palazzo del Banco di Santo Spirito. La scena della bottega e della residenza principesca è in piazza di Campitelli, a poca distanza dal Campidoglio..

## Distribuzione
Il film è stato distribuito nelle sale italiane a partire dal 23 dicembre 1982.

Il film è stato distribuito con il titolo internazionale Count Tacchia.
- Germania Ovest  Germania Est  Der Graf, der alles kann
- 29 maggio 1986 Ungheria  Kicsi, de szemtelen.

Del film esiste una versione televisiva di 141 minuti, contro i 118 di quella uscita nelle sale, trasmessa per la prima volta da Rai 2 in due puntate il 22 e 23 novembre 1983.

## Colonna sonora
La colonna sonora del film è stata composta da Armando Trovajoli. La canzone dei titoli di coda, 'N sai che pacchia, cantata dallo stesso Montesano, è stata pubblicata in 7" dalla General Music con numero di catalogo GM 30004 nel 1982. Questo è il solo supporto fonografico contenente la colonna sonora del film che sia mai stato pubblicato.
Il brano musicale su cui ballano Enrico Montesano e Zoé Chauveau è un arrangiamento del brano che fa da colonna sonora al film Occhi senza volto.

### Tracklist
Edizioni musicali General Music.
1. Enrico Montesano – 'N sai che pacchia! – 3:22 (Armando Trovajoli, Enrico Montesano, Sergio Corbucci)
2. Enrico Montesano – Dimme te...(...che me doveva capità!) – 3:20 (Armando Trovajoli, Iaia Fiastri)

Durata totale: 6:42

## Accoglienza

### Critica
I dizionari dei film Mereghetti e Morandini concordano nel giudicarlo tra i meno riusciti del regista, al quale viene comunque riconosciuto l'indubbio mestiere.
(G. Grazzini Cinema '83)